# Башкирски природен резерват
Башкирски природен резерват (на руски: Башкирский государственный природный заповедник) е руски природен резерват, находящ се на територията на югоизточен Башкортостан в Южен Урал. Това е един от най-старите резервати в Руската федерация и втория в Урал.

## История
Само допреди 200 години земите, които са включени днес в състава на резервата представлявали могъщи гори от кедър, бор, бреза, трепетлика и по-рядко смърчове. Горските участъци се редували с огромни поляни заети от разнообразни цветя, а високопланинските участъци били заети от степни тревни общности. Местното население се занимавало с лов, риболов и пчеларство и векове наред не оказвало вредно влияние върху природната среда. С развитието на промишлеността населението в района се увеличило и оказало антропогенен натиск над природата. Постепенно горите намалявали, степите се унищожавали от усилената паша на домашния добитък. Така в края на XIX и началото на XX век над природата в района надвиснала заплаха от унищожение. Станало ясно, че в района трябва да се преустанови всякаква селскостопанска и добивна дейност и същия да бъде превърнат в резерват. Под ръководството на учени от Академията на науките на СССР в края на 1920-те години е извършена експедиция, която да определи границите на бъдещия резерват.
В края на 1929 г. е взето решение за създаването на резервата, а на 11 юни 1930 г. бива учреден. В годините на Втората световна война населението в околностите на резервата гладувало и поради това много от дивите бозайници бивали избивани с цел осигуряване на прехрана. След края на войната Сталин обявява, че е това е „безполезно застопоряване на колосални природни ресурси“. За тази цел резерватът заедно с други в цяла Русия през 1951 г. бива реорганизиран в лесодобивно стопанство. От него до 1958 г. са добити огромни количества дървен материал. Седем години по-късно статутът му отново бил възвърнат.

## География
Башкирският резерват е разположен на територията на Бурзянския, Белорецкия и Абзелиловския район на Башкортостан. От района на резервата извират множество реки, които са притоци на две реки - Белая, приток на Кама и Урал.

## Флора
Флората на резервата е представена от 317 вида лишеи, 121 вида мъхове, 812 вида висши растения, като 110 от тях са редки и са обект на опазване, а 12 са вписани в Червената книга на Русия и 37 в Червената книга на Башкортостан. Интерес представляват лишеите, които до 85% са рядко срещани в страната. От цветята интересни са представителите на семейство Орхидеи.

## Фауна
Резерватът е дом на 272 вида гръбначни животни. От тях 17 вида риби, 3 вида земноводни, 6 вида влечуги, 194 вида птици и 52 вида бозайници. Все още не е ясен точният брой на безгръбначните, но тук са описани 1732 вида паяци и насекоми, като 17 от тях са редки. Особено ценни видове са лосове, елени, мечки, рисове, лисица, белка, видра, норка, хермелин, глухар, яребица, бекаси и много други. За около 80 години от съществуването на резервата се наблюдава и известна промяна на фаунистичното разнообразие в резултат на интродукция на видове, реинтродукция или прекратяване на селскостопанската дейност. Така например тук изчезват сивия плъх, полската и оризищната мишка. Появяват се обаче белозъбки от видовете Sorex minutissimus и Sorex isodon, дива свиня, ондатра, благороден елен, американска норка. Първите 39 благородни елена са донесени от Алтай през 1941 г. Днес те са често срещан за района горски обитател.